# 彼得潘症候群
彼得潘症候群（Peter Pan syndrome）是個流行的心理學名詞，用來敘述一個在社會未成熟的成人。這個詞彙通常用於一般人，但也用於一些心理學的專業人士在普及心理學上的描述。這個詞彙是來自丹·凱利（Dan Kiley）於1983年出版的書《彼得潘症候群：不曾長大的男人》（The Peter Pan Syndrome: Men Who Have Never Grown Up）。丹·凱利也寫了一本夥伴書《溫蒂窮境》（The Wendy Dilemma），於1984年出版。精神疾病診斷與統計手冊並沒有列入「彼得潘症候群」這個疾病，而美國心理學會（American Psychiatric Association）並沒有承認這是一種心理疾病。硬要歸類可分入依賴性人格疾患。深受此症困擾的人多半會有逃避大多數形式上的責任，從事一些不成熟的舉動，且仍會眷戀其青少年時期的時光，會設法不斷留住青春。男性與女性均會有此症狀。

## 心理學
該症候群雖非精神醫學正式的診斷，卻普遍存在於因家庭、婚姻、社交問題尋求諮商輔導的個案中，患者也往往不自覺。近來，更有學者以新的英文單字「Kidult」，即kid（小孩）與adult（成人）的合體，稱呼這些具兒童心態的成年人。 
專家指出，當事者常見的特徵約略如下： 
1. 不負責任：表現任性、散漫，過於自我中心，出了差錯老愛怪罪別人。
2. 缺乏自信：恐懼失敗，不敢勇於任事，面對挑戰會找藉口逃避。
3. 依賴心強：害怕孤單、寂寞，希望隨時有人可以幫忙，滿足任何需求。
4. 難於堅持：挫折忍受度低，行事稍有不順或遭批評便易情緒化或放棄。
5. 關係障礙：與異性交往到需給予承諾時，便會臨陣脫逃，故不時更換伴侶，且對象越來越年輕，藉以緩解被要求結婚組織家庭的壓力。
6. 其他：穿著打扮如青少年，與本身年紀有所出入；好奇心強，愛嘗試新奇事物，喜歡熱鬧氣氛等。

患有該症候群者，或許習慣隨心所欲，在職場或人際互動上易受挫，總覺得遭到團體排斥，凡事格格不入，故換工作如家常便飯。即使成家立業，事不關己的特質也常讓配偶負擔沉重，彷彿在照顧另一個孩子般，造成彼此關係惡化。

## 參照
- 傑斗
- 性副態的幼稚症
- 麥可·傑克森，時常將自己比作「彼得潘」的樂手
- 麥田捕手
- 〈What's My Age Again?〉，由流行龐克團體blink-182所唱的歌曲，原來的名稱是〈Peter Pan Complex〉
- 邪惡女王症候群（Wicked queen syndrome），描述在社會中競爭，並對她對手的不幸幸災樂禍的女人的辭彙。

## 延伸閱讀
- Kiley, Dan, Dr. (1983) The Peter Pan Syndrome:  Men Who Have Never Grown Up. ISBN 0-396-08218-1

## 外部連結
- （英文）Evan Bailyn，什麼是彼得潘症候群？ （页面存档备份，存于）
- （英文）Chris Wayan，Peter Pan Syndrome in reverse （页面存档备份，存于）